# Jean Hubeau
Jean Hubeau (París, 22 de julio de 1917 – 19 de agosto de 1992) fue un pianista, compositor y profesor de música francés.

## Vida
Nació en 1917 en París. Fue admitido a la edad de 9 años en el Conservatorio de París. Allí estudió composición con Paul Dukas, piano con Lazare Lévy, armonía con Jean Gallon y contrapunto con Noël Gallon. Recibió el primer premio de piano en 1930 a los 13 años.

## Carrera
En 1934 obtuvo el segundo Premio de Roma con su cantata La leyenda de Roukmani (el primer premio fue otorgado a Eugène Bozza). Al año siguiente recibió el Premio de Louis Diémer.
En 1941 cuando Claude Delvincourt fue nombrado director del Conservatorio de París, ocupando la vacante dejada por Delvincourt a la cabeza de la Academia de Música de Versalles. Además, toma el puesto de Profesor de Música de Cámara del Conservatorio de París 1957 a 1982, donde entrenó a muchos estudiantes, como Jacques Rouvier, Moutier Gery, Olivier Charlier, Sonia Wieder-Atherton, el Cuarteto Viotti (Philip Goulut, Marc Duprez, Peter Frank y Hugh Mackenzie).
También es un pianista de renombre, sobre todo por sus grabaciones de Fauré, Schumann, Dukas, identificadas como grabaciones de referencia. Sin embargo, sus cualidades como compositor siguen siendo desconocida.
Con Jean Hubeau el trompetista Maurice André ha grabado obras para trompeta y piano. Es el único disco de Maurice André, de tal configuración.

## Composiciones
- Sonate pour trompette chromatique et piano
- La légende de Roukmani
- Concerto en la mineur pour violoncelle et piano
- Tableaux Hindous
- Rondels et ballades
- Sonatine humoresque pour cor, flûte, clarinette et piano
- Air tendre et varié pour clarinette et piano (pieza Conservatorio de concurso en el 1961)

## Discografía selecta
- Trompette et piano con Maurice André.
- Trompette et piano con Pascal Vigneron.
- Fauré: Integral de la obra para piano solo.
- Fauré: Elégie; Sonate, Op. 109. Con Paul Tortelier.
- Saint-Saëns: Piezas para violín. Con Olivier Charlier.
- Franck: Piezas para violín. Con Olivier Charlier; quinteto con el Cuarteto Viotti.
- Onslow: Grand Sextuor, Op. 77b; Grand Septuor, Op. 79
- Dukas: Obra para piano
- Schumann: Música de cámara. Con el Cuarteto Via Nova.
- Hubeau: Quatre Rondels de François Villon. Mario Hacquard, Claude Collet.